# Draginja Vuksanović
Draginja Vuksanović, née le 7 avril 1978 à Bar, est une personnalité politique monténégrine. Lors de l'élection présidentielle monténégrine de 2018 elle est candidate pour le parti social-démocrate du Monténégro. Elle termine à la 3e place avec 8 % des voix.